# Атосса
Атосса (давньоперс. Hutausā, Hutauthā, Utauθa; авест. Hutaosā; елам. Udusana, * близько 550 до н.е. — † близько 475 до н.е. чи 515 до н.е.) — представниця династії Ахеменідів, дочка Кіра II і Касандани; дружина царів Камбіза II, Гаумати (він же Бардія і Смердіс) і Дарія І. Її ім'я означає «Обдарована добром».

## Життєпис
Спочатку Атосса була дружиною свого звідного брата Камбіза II, якому задля того довелося змінити законодавство. Відтоді цар здобув право не підпорядковуватися законам. Після смерті Камбіза вона одружилася з новим царем — Гауматою, який звав себе Бардією (Смердісом) — молодшим братом Камбіза II. Коли у 522 до н. е. владу з допомогою дворянина Отанеса захопив Дарій І, вона разом зі своєю сестрою Артістоною і племінницею Парміс стала дружиною узурпатора на знак визнання його царем Персії.
Одна з найкраще освічених жінок свого часу, Атосса вміла писати, власноруч керувала адмініструванням царського двору. Мала велику повагу й вплив, що дозволило її найстаршому синові Ксерксу зійти на царський трон після батькової смерті, хоч у Дарія І були й старші сини (Артабазан, Аріабігн та інші, невідомі нам). Вважають, що саме під тиском Атосси Ксеркс І потрапив під вплив магів і відмовився від батькової толерантної релігійної політики, що відобразилося руйнуванням храмів у Вавилоні та Греції. Як писав Геродот (VII, 3), «Атосса завжди домагалася того, що хотіла». Згідно з ним же, цариця симпатизувала грецьким рабам. У своїй «Історії» Геродот згадує, що Атосса, маючи кровоточиву пухлину на грудях, закутувалася в простирадла й уникала людей. Зрештою один із цих рабів, лікар Демосед, намовив царицю на те, щоб дозволити йому видалити пухлину. Сіддгартха Мукерджі стверджує, що це перша згадка в літературі про мастектомію, викликану потребою видалити ракову тканину.. Натомість Філіп Гейсе і Маркварт Міхлер доводять, що Атосса була хвора не на рак, а на мастит.
Крім Ксеркса, Атосса народила Дарієві ще принаймні трьох синів: Ахемена, Гістаспа і Масіста.
За однією з версій, померла ще перед тим, як Ксеркс став царем, імовірно до 515 до н. е. Однак Геродот і Есхіл ствердили, що Атосса була жива під час походу Ксеркса І на Грецію в 480 до н. е.
Згідно з давньогрецьким істориком Аспазієм Тірським, Атосса загинула від рук свого сина Ксеркса.
Оксфордський історик Малкольм Дейвіс висунув гіпотезу, що ім'я «Атосса» придумав сам Геродот, а насправді матір Ксеркса І звали інакше. Дейвіс вказує, що Ктесій із Кніди взагалі не
згадував Атосси у своїх творах, її імені немає в Бегістунському написі.

## Атосса в літературі
- Прийнято вважати, що Атосса — одна з головних дійових осіб трагедії Есхіла «Перси». Але Генрі Д. Броудгед і Александер Ф. Ґарві аргументують, що в цій трагедії ім'я «Атосса» згадано тільки один раз — у 159 строфі, й припускають, що це сталося внаслідок вставлення схолії (тобто помітки на берегах рукопису) в оригінальний текст[5].
- Атосса — це одна з ключових персонажів роману Ґора Відала «Створення світу» (Creation).
- Ймовірно, що цариця Вашті, згадана в Біблії (1 Книга Естери 9, 11, 12, 15, 16, 19), — це Атосса.
- У своїй книжці «Імператор усіх хвороб: біографія раку» Сіддгартха Мукерджі зобразив уявні мандри Атосси в часі упродовж двох тисяч шестисот років і те, як її лікують від раку молочної залози відповідно до рівня медицини в той чи інший час[6].

## Ушанування
- Іменем 810 Атосса астроном Макс Вольф назвав астероїд сім'ї Флори у внутрішньому кільці Поясу астероїдів.
- Іменем Атосси названо засновану 2009 року в Сіетлі фармацевтичну фірму, що спеціалізується на лікувальних засобах проти раку молочної залози.

## Зовнішні зв'язки
- Atossa. Encyclopaedia Iranica [Архівовано 10 травня 2019 у Wayback Machine.]
- Сайт Livius.org [Архівовано 24 травня 2009 у Wayback Machine.]